# 삼전로
삼전로(Samjeon-ro)는 서울특별시 강남구 일원동 탄천1교 교차로와 송파구 잠실동 잠실3삼거리를 잇는 서울특별시의 도로이다. 공식적인 도로명은 서울특별시 송파구 구간만 부여되어 있으나 보통 강남구 구간인 탄천1교 교차로부터 시작하는 것으로 간주한다.

## 주요 경유지
서울특별시
- 송파구 (삼전동 - 잠실동)

## 노선
| 이름                | 접속 노선                            | 소재지     | 소재지 | 비고 |
| ------------------- | ------------------------------------ | ---------- | ------ | ---- |
| 탄천1교 교차로      | 서울특별시도 제42호선 (남부순환로)   | 서울특별시 | 강남구 |      |
| 탄천1교             |                                      | 서울특별시 | 강남구 |      |
| 송파구              |                                      | 서울특별시 |        |      |
| (탄천1교 동단)      | 삼전로1길 삼전로2길                  | 서울특별시 |        |      |
| 삼전사거리 (삼전역) | 서울특별시도 제0501호선 (백제고분로) | 서울특별시 |        |      |
| 잠실학원사거리      | 석촌호수로                           | 서울특별시 |        |      |
| 잠실3삼거리         | 잠실로                               | 서울특별시 |        |      |

## 주요 건물 및 시설
- 잠실관광호텔 (서울특별시 송파구 삼전로 67)